# Podstoła (Sainte-Croix)
Pour les articles homonymes, voir Podstoła.
Podstoła est une localité polonaise de la gmina de Pierzchnica, située dans le powiat de Kielce en voïvodie de Sainte-Croix.